# 王正言
王正言，鄆州人，五代後唐時的政治人物。
父親王志擔任過濟陰令。正言早年父親去世，家境貧寒，於是出家，跟從佛寺比丘學習，工於詩，密州刺史賀德倫知道了，令他還俗，給予州府的工作。德倫出鎮青州，表奏他為推官，德倫改到魏州，又改為觀察判官。莊宗平定魏博之後，正言繼續舊職，端正謹慎，不與人競爭。嘗為同事司空頲所欺凌，正言忍耐，後司空頲被處死，王正言代為節度判官。
同光年間，擔任戶部尚書、興唐府府尹。當時孔謙為租庸副使，非常害怕張憲突出的表現，不想讓張憲擔任租庸使，於是向郭崇韜請託留張憲于魏州，最後崇韜即奏張憲為興唐府尹兼任鄴都留守，徵王正言為租庸使。王正言不喜歡繁雜的會計事務，動不動忘東忘西，事實上都是聽孔謙的。王正言受到輿論批評，於是最後被改為禮部尚書，由孔謙擔任了租庸使。
同光三年（925年）冬季，取代張憲為興唐府尹兼任鄴都留守，武德使史彥瓊到鄴都監軍，對鄴都官吏、軍人頤指氣使，正言無法駕馭，只能猶豫地聽命。同光四年（926年）鄴都之變發生，魏博軍的一名小兵皇甫暉發動起事，攻入鄴城，立趙在禮為留後，王正言還打算寫奏章報告朝廷，王正言的僕人說：「賊已殺人縱火，都城已陷，何奏之有？」於是王正言被迫率領幕僚、屬官迎接趙在禮。
後唐明宗即位，正言求為平盧軍行軍司馬，明宗同意了，最後卒于任上。

## 延伸阅读
[在维基数据编辑]
 在维基文库阅读此作者作品
 《舊五代史·卷69》，出自薛居正《舊五代史》